# Konkurs piękności

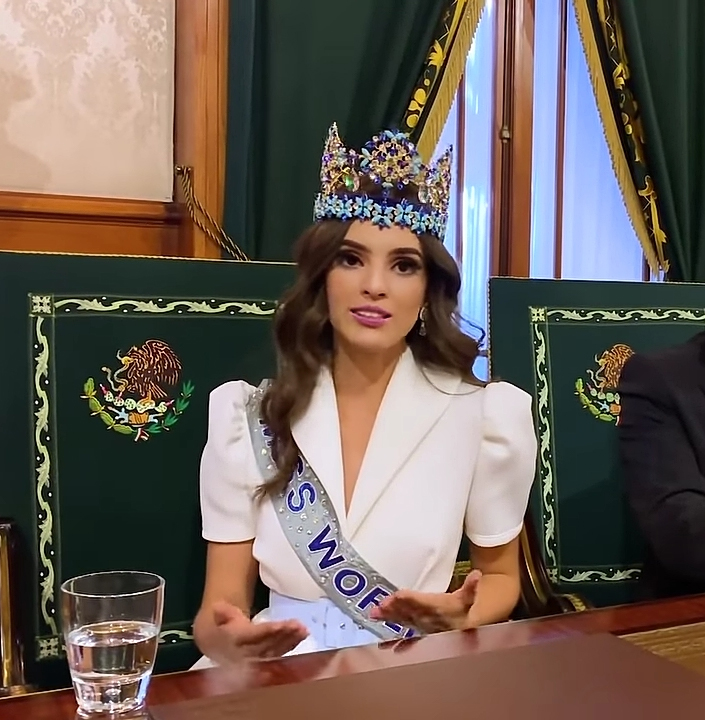
Miss World 2018 Vanessa Ponce z Meksyku

Konkurs piękności – zawody mające na celu wyłonienie najpiękniejszej osoby. Zazwyczaj oceniana jest nie tylko uroda, lecz także osobowość, zaprezentowane umiejętności oraz odpowiedzi na pytania zadane przez jury konkursowe.

## Wybrane konkursy piękności

### Międzynarodowe

#### Kobiece
- Miss World
- Miss Universe
- Miss International
- Miss Earth
- Miss Europe
- Miss Supranational
- Miss Grand International
- Miss Erica International
- Miss America Latina (Latin America)
- Miss Baltic Sea
- Miss Charm
- Miss Globe International
- Miss Intercontinental
- Miss International Queen
- Miss Latina World
- Miss Maja Mundial
- Miss Mesoamerica International
- Miss Mundo Latino International
- Miss Silverbird International
- Miss South Pacific
- Miss Toursim International
- Miss Tourism World
- Miss University International
- Mrs Globe
- Mrs World
- Face Of Beauty International
- Queen of the World
- Top Model of the World
- World Coffee Queen
- World Miss University

#### Męskie
- Mister World
- Manhunt International
- Mister International
- Mister Intercontinental
- Mister University International
- Zeus Of The World

### Polskie

#### Kobiece
- Miss Polonia
- Miss Polski
- Miss Warmii i Mazur
- Miss Polka
- Foto Models Poland
- Miss Lata z Radiem
- Miss Polski Nastolatek
- Miss Wakacji
- Mrs Polski
- Twarz Internetu
- Miss Classic Beauty Poland

#### Męskie
- Manhunt Poland
- Mister Poland (1996–2003)
- Mister Polski (od 2006)
- Twarz Internetu

## Najwięcej sukcesów w najważniejszych konkursach międzynarodowych

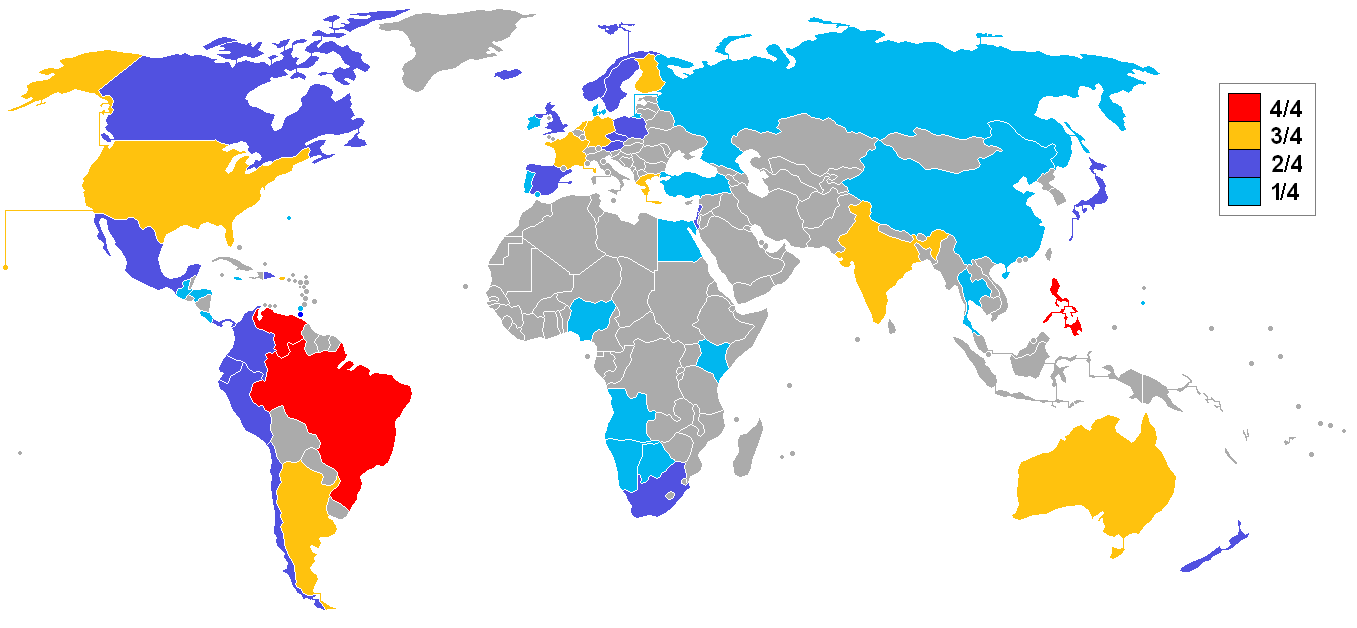
Kraje, które zdobyły jeden lub więcej tytułów z najważniejszych konkursów międzynarodowych

| Kraj              | Tytuły | Miss Universe | Miss World | Miss International | Miss Earth |
| ----------------- | ------ | ------------- | ---------- | ------------------ | ---------- |
| Wenezuela         | 22     | 7             | 6          | 7                  | 2          |
| Stany Zjednoczone | 14     | 8             | 3          | 3                  |            |
| Filipiny          | 13     | 3             | 1          | 6                  | 3          |
| Portoryko         | 9      | 5             | 2          | 2                  |            |
| Indie             | 8      | 2             | 5          |                    | 1          |
| Australia         | 7      | 2             | 2          | 3                  |            |
| Wielka Brytania   | 7      |               | 5          | 2                  |            |
| Brazylia          | 6      | 2             | 1          | 1                  | 2          |
| Szwecja           | 6      | 3             | 3          |                    |            |
| Meksyk            | 6      | 3             | 1          | 2                  |            |
| Hiszpania         | 5      | 1             | 1          | 3                  |            |
| Kolumbia          | 5      | 2             |            | 3                  |            |
| Polska            | 5      |               | 2          | 3                  |            |
| Niemcy            | 5      | 1             | 2          | 2                  |            |
| Argentyna         | 4      | 1             | 2          | 1                  |            |
| Finlandia         | 4      | 2             | 1          | 1                  |            |
| Francja           | 4      | 2             | 1          | 1                  |            |
| Holandia          | 4      | 1             | 2          | 1                  |            |
| Islandia          | 4      |               | 3          | 1                  |            |
| Południowa Afryka | 4      | 1             | 3          |                    |            |
| Ekwador           | 3      |               |            | 1                  | 2          |
| Grecja            | 3      | 1             | 1          | 1                  |            |
| Jamajka           | 3      |               | 3          |                    |            |
| Japonia           | 3      | 2             |            | 1                  |            |
| Kanada            | 3      | 2             |            |                    | 1          |
| Norwegia          | 3      | 1             |            | 2                  |            |
| Peru              | 3      | 1             | 2          |                    |            |
| Rosja             | 3      | 1             | 2          |                    |            |
| Trynidad i Tobago | 3      | 2             | 1          |                    |            |